# 기부카와촌
기부카와촌(貴生川村)은 시가현 고카군에 설치되었던 촌이다.